# Стєпан Штерк
Стєпан Штерк (хорв. Stjepan Šterk, 20 грудня 1897—1980) — югославський хорватський футболіст, захисник.

## Біографія
Народився 20 грудня 1897 року. Грав за загребський ХАШК, з яким виграв чемпіонат Загребської футбольної асоціації у сезоні 1921/22.
За національну збірну Югославії зіграв одну гру, яка відбулась у Белграді 8 червня 1922 року проти Румунії в рамках Кубка Короля Олександра.
Помер у 1980 році і похований на загребському кладовищі Мирогой.